# Seznam ruševinskih in izginulih cerkva v Sloveniji
Seznam ruševinskih in izginulih cerkva v Sloveniji.

## Seznam
| Slika                     | Cerkev                                            | Opis | Vir    |
| ------------------------- | ------------------------------------------------- | --- | ------ |
|                           | Cerkev sv. Andreja, Celje                         | nekdanja cerkev, ki je stala ob severnem robu mesta |        |
| Klikni za spremembo slike | Cerkev sv. Antona Padovanskega, Brežice           | cerkev nekdanjega Frančiškanskega samostana Brežice, ostal le prezbiterij, ki je vkomponiran v zgradbo samostana – današnje gimnazije |        |
| Klikni za spremembo slike | Cerkev sv. Antona Padovanskega, Seča              | ostanki nekdanje solinarske cerkvice v Seči, v bližini izliva Jernejevega kanala in škvera, glej: Župnija Lucija |        |
| Klikni za spremembo slike | Cerkev sv. Barbare, Idrija                        | nekdanja župnijska cerkev Župnije Idrija, ostala le kripta |        |
| Klikni za spremembo slike | Cerkev sv. Bernardina, Portorož                   | cerkev nekdanjega frančiškanskega samostana, ohranjen le zvonik in prezbiterij, danes del hotelskega kompleksa Bernardin |        |
|                           | Cerkev sv. Cirila in Metoda, Ljubljana            | Plečnikova cerkev, prizidana cerkvi sv. Krištofa, podrta in po podobnih načrtih na novo postavljena na drugi lokaciji | [ 1 ]  |
|                           | Cerkev sv. Duha, Celje                            | nekdanja cerkev, ki je stala ob Koprivnici pri današnjem Hotelu Celeia, porušena leta 1962; nadomestila jo je nova cerkev v Novi vasi |        |
| Klikni za spremembo slike | Cerkev sv. Duha, Planina                          | nekdanja cerkev, požgana od partizanov leta 1943, Župnija Planina |        |
| Klikni za spremembo slike | Cerkev sv. Elije, Prečna                          | nekdanja župnijska cerkev, ki je bila postopno opuščena po zgraditvi nove cerkve sv. Antona Padovanskega in dokončno porušena leta 1938 | [ 2 ]  |
| Klikni za spremembo slike | Cerkev sv. Florijana, Brezovica pri Črmošnjicah   | |        |
| Klikni za spremembo slike | Cerkev sv. Florijana, Krško                       | nekdanja pokopališka cerkev v Krškem, porušena leta 1891 za namen zgraditve sedanje cerkve sv. Križa |        |
| Klikni za spremembo slike | Cerkev sv. Jakoba, Kunšperk                       | župnijska cerkev Župnije Kunšperk, ki je po opustitvi prenesla vlogo župnijske cerkve na cerkev sv. Petra, Bistrica ob Sotli (Župnija Sv. Peter pod Svetimi gorami); danes izginul objekt se je nahajal na današnjem naslovu Kunšperk 27.                               | [ 3 ]  |
|                           | Cerkev sv. Jakoba, Žužemberk                      | podružnična cerkev je bila med 2. svetovno vojno močno poškodovana in leta 1956 porušena |        |
| Klikni za spremembo slike | Cerkev sv. Janeza Krstnika, Senovo                | nekdanja župnijska cerkev, ki so jo porušili ob izgradnji nove cerkve Vstalega Odrešenika (zgrajena leta 1975) | [ 4 ]  |
| Klikni za spremembo slike | Cerkev sv. Janeza Krstnika, Žička kartuzija       | v jožefinskih reformah opuščena samostanska cerkev Žičke kartuzije, 2022 prenovljena z novo streho. |        |
| Klikni za spremembo slike | Cerkev sv. Janeza in Pavla, Babiči                | cerkvi se je v 60. letih porušila streha, leta 2007 pa so se začela dela na sanaciji zidov; cerkev ostaja nepokrita, vendar priložnostno služi za poroke, danes spada pod Župnijo Marezige.                                                                             | [ 5 ]  |
| Klikni za spremembo slike | Cerkev sv. Jedrti, Podkraj                        | |        |
| Klikni za spremembo slike | Cerkev sv. Jere, Gabrje (Trdinov vrh)             | cerkev, od katere je ohranjen le temeljni obod, je leta 2012 dobila novo streho na kovinski konstrukciji |        |
| Klikni za spremembo slike | Cerkev sv. Jošta, Ključevica (Kum)                | ena izmed dveh cerkva na Kumu (1220 m), porušena leta 1961 zaradi izgradnje RTV oddajnika | [ 6 ]  |
|                           | Cerkev sv. Jurija, Ortnek                         | |        |
| Klikni za spremembo slike | Cerkev sv. Jurija, Škale                          | porušena po 2. svetovni vojni zaradi pogrezanja tal nad Premogovnikom Velenje |        |
| Klikni za spremembo slike | Cerkev sv. Kancijana, Rakov Škocjan               | |        |
|                           | Cerkev sv. Klare, Ljubljana                       | cerkev nekdanjega Samostana klaris Ljubljana, porušena po ljubljanskem potresu leta 1895 | [ 7 ]  |
|                           | Cerkev sv. Krištofa, Ljubljana                    | baročna stavba, stala je pri starem mestnem pokopališču; ob njej so kasneje prizidali Plečnikovo cerkev sv. Cirila in Metoda; porušena v letih 1957–1958 |        |
| Klikni za spremembo slike | Cerkev sv. Kozme in Damjana, Onek                 | |        |
| Klikni za spremembo slike | Cerkev sv. Križa, Blatnik pri Črmošnjicah         | |        |
| Klikni za spremembo slike | Cerkev sv. Lenarta, Col                           | stara župnijska cerkev, stala je na pokopališču, podrta je bila leta 1937. | [ 8 ]  |
|                           | Cerkev sv. Lovrenca, Trava                        | |        |
| Klikni za spremembo slike | Cerkev sv. Lucije, Dražgoše                       | nekdanja župnijska cerkev, porušena v 2. svetovni vojni, minirali so jo Nemci |        |
| Klikni za spremembo slike | Cerkev Marijinega brezmadežnega spočetja, Grahovo | nekdanja cerkev v Grahovem, predhodnica današnje. |        |
| Klikni za spremembo slike | Cerkev Marijinega vnebovzetja, Radlje ob Dravi    | porušena cerkev nekdanjega Samostana dominikank Marenberg |        |
| Klikni za spremembo slike | Cerkev sv. Marjete, Kunšperk (Kozja Peč)          | |        |
| Klikni za spremembo slike | Cerkev sv. Marjete, Palčje                        | |        |
| Klikni za spremembo slike | Cerkev sv. Martina, Poljane nad Škofjo Loko       | porušena leta 1954, na mestu nje leta 1967 zgrajena nova cerkev | [ 9 ]  |
| Klikni za spremembo slike | Cerkev Matere Usmiljenja, Maribor                 | nekdanja samostanska cerkev, ki je stala na mestu današnje bazilike Matere Usmiljenja |        |
| Klikni za spremembo slike | Cerkev sv. Mihaela, Drama                         | nekdanja cerkev v srednjem veku požganega trga Gutenwerth. |        |
| Klikni za spremembo slike | Cerkev sv. Mihaela, Družmirje                     | porušena 1. marca 1975 zaradi pogrezanja tal nad Premogovnikom Velenje | [ 10 ] |
| Klikni za spremembo slike | Cerkev sv. Neže, Reštanj                          | nekdanja cerkev, ki je ležala na jugozahodnem pobožju grajskega hriba gradu Reštanj, porušili so jo 8. januarja 1920 za namen širitve Premogovnika Senovo. Trboveljska premogokopna družba (lastnica premogovnika) je Župniji Koprivnici za rušitev plačala odškodnino. | [ 11 ] |
| Klikni za spremembo slike | Cerkev sv. Petra, Stopno                          | zaradi slabega stanja porušena po letu 1945 | [ 12 ] |
| Klikni za spremembo slike | Cerkev sv. Petra in Pavla, Črmošnjice             | |        |
| Klikni za spremembo slike | Cerkev sv. Roka, Novo mesto                       | poškodovana med 2. svetovno vojno, po vojni propadla | [ 13 ] |
| Klikni za spremembo slike | Cerkev sv. Rozalije, Ljubljana                    | |        |
|                           | Cerkev sv. Štefana, Teharje                       | Med drugo svetovno vojno je bila zadeta v letalskem napadu. Leta 1958 so jo porušili. Zvonik je bil porušen leta 1974. | [ 14 ] |
|                           | Cerkev sv. Tomaža, Vrhpolje                       | | [ 15 ] |
| Klikni za spremembo slike | Cerkev sv. Valentina, Šmaver (hrib Sabotin)       | |        |

### Cerkve na Kočevskem
Na Kočevskem, kjer so živeli Kočevarji, je nekdaj stalo 123 cerkva in kapel (spadale so pod 17 župnij). Danes jih stoji okoli 30, ker so jih nekaj že popravili ali rekonstruirali. Od 95 uničenih cerkva, je še nekaj takšnih, katerih ruševine so dobro vidne.
| Slika                     | Cerkev                                              | Opis                                              | Vir    |
| ------------------------- | --------------------------------------------------- | ------------------------------------------------- | ------ |
| Klikni za spremembo slike | Cerkev sv. Ambroža, Kočarji                         |                                                   |        |
| Klikni za spremembo slike | Cerkev sv. Ana, Mačkovec                            |                                                   |        |
|                           | Cerkev sv. Andreja, Kleč                            |                                                   |        |
|                           | Cerkev sv. Ane, Beli Kamen                          |                                                   |        |
|                           | Cerkev sv. Antona Puščavnika, Kleče                 |                                                   |        |
|                           | Cerkev sv. Device Marije, Trnovec                   |                                                   |        |
| Klikni za spremembo slike | Cerkev sv. Elije, Spodnji Log                       |                                                   |        |
|                           | Cerkev sv. Filipa in Jakoba, Mlaka                  | rekonstruirana                                    |        |
|                           | Cerkev sv. Florijana, Brezje                        | stoji del zidov cerkve in zvonika                 |        |
|                           | Cerkev sv. Janeza Krstnika, Cvišlerji               |                                                   |        |
|                           | Cerkev sv. Janeza Krstnika, Kočevska Reka           | na lokaciji stoji nova cerkev                     |        |
| Klikni za spremembo slike | Cerkev sv. Jurija, Novi Lazi                        |                                                   |        |
|                           | Cerkev sv. Križa, Blatnik                           | stoji zvonik in obod cerkve                       |        |
|                           | Cerkev Marije Snežne, Vrbovec                       |                                                   | [ 17 ] |
| Klikni za spremembo slike | Cerkev Marijinega vnebovzetja, Koče                 |                                                   |        |
| Klikni za spremembo slike | Cerkev sv. Marjete, Stari Log                       |                                                   |        |
|                           | Cerkev sv. Miklavža, Mala Gora                      |                                                   |        |
|                           | Cerkev sv. Petra in Pavla, Pugled                   |                                                   |        |
|                           | Cerkev sv. Roka, Smuka                              | ohranjen je tlak, delno rekonstruiran oltarni del |        |
|                           | Cerkev sv. Štefana in Antona Padovanskega, Koblarji | na lokaciji je postavljena kapelica               |        |
|                           | Cerkev sv. Uršule, Stari Breg                       |                                                   |        |

### Pravoslavne cerkve
| Slika                     | Cerkev                             | Opis | Vir    |
| ------------------------- | ---------------------------------- | --- | ------ |
| Klikni za spremembo slike | Cerkev sv. Elije, Brje pri Koprivi | |        |
| Klikni za spremembo slike | Cerkev sv. Lazarja, Maribor        | stala je na Trgu generala Maistra in so jo po ukazu nemškega okupatorja še nedograjeno podrli zajeti jugoslovanski vojaki aprila 1941. | [ 18 ] |
| Klikni za spremembo slike | Cerkev sv. Petra, Paunoviči        | | [ 19 ] |
| Klikni za spremembo slike | Cerkev sv. Save, Celje             | |        |
| Klikni za spremembo slike | Cerkev sv. Stevana, Marindol       | | [ 20 ] |

### Evangeličanske cerkve
| Slika                     | Cerkev                                  | Opis | Vir    |
| ------------------------- | --------------------------------------- | --- | ------ |
| Klikni za spremembo slike | Evangeličanska cerkev, Arja vas (Govče) | rotunda, zgrajena leta 1589, porušena v protireformacijski akciji 20. januarja 1600                                                         | [ 21 ] |
| Klikni za spremembo slike | Evangeličanska cerkev, Celje            | neogotska cerkev, zgrajena leta 1906, po 2. svetovni vojni dana na razpolago starokatoliški skupnosti, leta 1964 porušena zaradi propadanja | [ 22 ] |
| Klikni za spremembo slike | Evangeličanska cerkev, Radlje ob Dravi  | zgrajena leta 1905, porušena po drugi svetovni vojni                                                                                        | [ 23 ] |